# Magione
Magione är en ort och kommun i provinsen Perugia i regionen Umbrien i Italien. Kommunen hade 14 802 invånare (2018).